# Euphorbia triaculeata
Euphorbia triaculeata es una especie fanerógama perteneciente a la familia Euphorbiaceae. Es endémica del Cuerno de África.

## Descripción
Es un irregular arbusto sin hojas  que alcanza un tamaño de hasta 1,2 m de altura, a veces con un tallo relativamente delgado y ramas ascendentes, de 5-10 mm de grosor con 3 o 5 filas espirales de tubérculos, espinosos.

## Ecología
Se encuentra en las laderas pedregosas con muy escasa vegetación, desde cerca del nivel del mar, hasta los 700 metros en Sudán, Eritrea, Yibuti, Arabia Saudita y Yemen.

## Taxonomía
Euphorbia triaculeata fue descrita por Peter Forsskål y publicado en Flora Aegyptiaco-Arabica 94. 1775.
Etimología
Euphorbia: nombre genérico que deriva del médico griego del rey Juba II de Mauritania (52 a 50 a. C. - 23), Euphorbus, en su honor – o en alusión a su gran vientre –  ya que usaba médicamente Euphorbia resinifera. En 1753 Carlos Linneo asignó el nombre a todo el género.
triaculeata: epíteto latino que significa "con tres espinas".
Sinonimia
- Euphorbia faurotii Franch.
- Euphorbia infesta Pax
- Euphorbia triacantha Ehrenb. ex Boiss.[5][6]